# Tsimafei Zhukouski
Tsimafei Zhukouski (Minsk, Bielorrússia, 18 de dezembro de 1989) é um voleibolista profissional croata, jogador posição levantador, representante Croácia.

## Clubes
| Anos                  | Clube                                |
| --------------------- | ------------------------------------ |
| 2006—2010             | HAOK Mladost Zagreb                  |
| 2010—2011             | RPA LuigiBacchi.it San Giustino      |
| 2011—2012             | Acqua Paradiso Monza Brianza         |
| 2012—2013             | CMC Ravena                           |
| 2013—2014             | TSV Unterhaching                     |
| 2014 (até 18.10.2014) | Exprivia Neldiritto Molfetta         |
| 2015—2017             | Berlin Recycling Volleys             |
| 2017—2018             | Cucine Lube Civitanova               |
| 2018—2019             | Tonno Callipo Calabria Vibo Valentia |
| 2019—2020             | Sir Safety Conad Perúgia             |
| 2020—2022             | Fakel Novy Urengoy                   |
| 2022—                 | PSG Stal Nysa                        |

## Títulos
Clubes
Campeonato Croata:
- 2007, 2008, 2010
- 2009

Copa da Croácia:
- 2008, 2009

Copa da Alemanha:
- 2016

Taça CEV:
- 2016

Campeonato Alemão:
- 2016, 2017

Campeonato Mundial de Clubes:
- 2017

Campeonato Italiano:
- 2018

Liga dos Campeões da Europa:
- 2018

Supercopa Italiana:
- 2019

Seleção principal
Liga Europeia:
- 2013

## Premiações individuais
- 2013: Melhor sacador da Liga Europeia